# Lokrum
Lokrum (italienska: Lacroma) är en ö i Kroatien. Ön är belägen cirka 600 m från Dubrovnik och är ett populärt turistmål. 
Lokrum är ett naturreservat och det finns flera sevärdheter på ön, däribland ett kloster, en borg, den österrikiska ärkehertigen Maximilian I:s sommarresidens samt en botanisk trädgård.
Ön användes i TV-serien Game of Thrones där den representerade staden Qarth.

## Historia
Klostret på ön som uppfördes av benediktinorden finns omnämnt i skriftliga källor från 1023. De sista benediktinerna lämnade ön 1808. Enligt sägnen ska Richard Lejonhjärta ha lidit skeppsbrott här 1192.
1806 lät fransmännen uppföra en borg, Fort Royal, på öns högsta topp. Sedan österrikarna 1815 hävt den kortvariga franska ockupationen kom de att slutföra borgen. Den kom därefter att brukas av den österrikiska armén. I början av 1860-talet lät den österrikiska ärkehertigen Maximilian I, sedermera kejsare av Mexiko, uppföra ett sommarresidens på Lokrum. I anslutning till residenset anlades en magnifik trädgård med exotiska växter.
1959 anlades en botanisk trädgård på ön. I trädgården finns både lokala växter och plantor importerade från Australien och Sydamerika. 

## Turism
Det går regelbunden färjetrafik mellan Lokrum och hamnen i Gamla staden i Dubrovnik. Utöver de natursköna omgivningarna finns även en restaurang samt ett nakenbad.   

### Fotnoter
1. 1 2  Lokrum.hr Arkiverad 8 maj 2012 hämtat från the Wayback Machine.